# Хартланд (Минесота)
Хартланд (енгл. Hartland) град је у америчкој савезној држави Минесота.

## Демографија
По попису из 2010. године број становника је 315, што је 27 (9,4%) становника више него 2000. године.
| Група             | 2000.       | 2010.       |
| Белци             | 284 (98,6%) | 305 (96,8%) |
| Афроамериканци    | 0 (0,0%)    | 0 (0,0%)    |
| Азијати           | 0 (0,0%)    | 0 (0,0%)    |
| Хиспаноамериканци | 4 (1,4%)    | 7 (2,2%)    |
| Укупно            | 288         | 315         |